# Vela ai Giochi della XXII Olimpiade
Le competizioni di vela ai Giochi della XXII Olimpiade si sono svolte dal 21 al 29 luglio 1980 presso il Centro velico di Pirita di Tallinn, al tempo illegalmente annessa all'Unione Sovietica.
Il calendario prevedeva 6 eventi.

## Podi
| Evento                     | Oro                                                    | Argento                                                            | Bronzo                                                                 |
| Finn (dettagli)            | Esko Rechardt                                          | Wolfgang Mayrhofer                                                 | Andrei Balashov                                                        |
| 470 (dettagli)             | Brasile Marcos Soares Eduardo Penido                   | Germania Est Jorn Borowski Egbert Swensson                         | Finlandia Jouko Lindgrén Georg Tallberg                                |
| Star (dettagli)            | Unione Sovietica Valentin Mankin Aleksandr Muzychenko  | Austria Karl Ferstl Hubert Raudaschl                               | Italia Giorgio Gorla Alfio Peraboni                                    |
| Soling (dettagli)          | Danimarca Valdemar Bandolowski Erik Hansen Poul Jensen | Unione Sovietica Alexandr Budnikov Boris Budnikov Nikolay Poliakov | Grecia Anastassios Boudouris Anastiassios Gavrilis Aristidis Rapanakis |
| Flying Dutchmen (dettagli) | Spagna Alejandro Abascal Miguel Noguer Castellvi       | Irlanda David Wilkins James Wilkinson                              | Ungheria Szabólcs Detre Zsolt Detre                                    |
| Tornado (dettagli)         | Gran Bretagna Lars Sigurd Bjorkström Alexandre Welter  | Stati Uniti Peter Due Per Kjærgaard                                | Germania Ovest Goran Marstrom Jorgen Ragnarsson                        |

## Medagliere
| Posizione | Paese            | Oro | Argento | Bronzo | Totale |
| --------- | ---------------- | --- | ------- | ------ | ------ |
| 1         | Brasile          | 2   | 0       | 0      | 2      |
| 2         | Unione Sovietica | 1   | 1       | 1      | 3      |
| 3         | Danimarca        | 1   | 1       | 0      | 2      |
| 4         | Finlandia        | 1   | 0       | 1      | 2      |
| 5         | Spagna           | 1   | 0       | 0      | 1      |
| 6         | Austria          | 0   | 2       | 0      | 2      |
| 7         | Germania Est     | 0   | 1       | 0      | 1      |
| 7         | Irlanda          | 0   | 1       | 0      | 1      |
| 9         | Grecia           | 0   | 0       | 1      | 1      |
| 9         | Ungheria         | 0   | 0       | 1      | 1      |
| 9         | Italia           | 0   | 0       | 1      | 1      |
| 9         | Svezia           | 0   | 0       | 1      | 1      |
| Totale    | Totale           | 6   | 6       | 6      | 18     |